# رشته ماهیچه‌ای

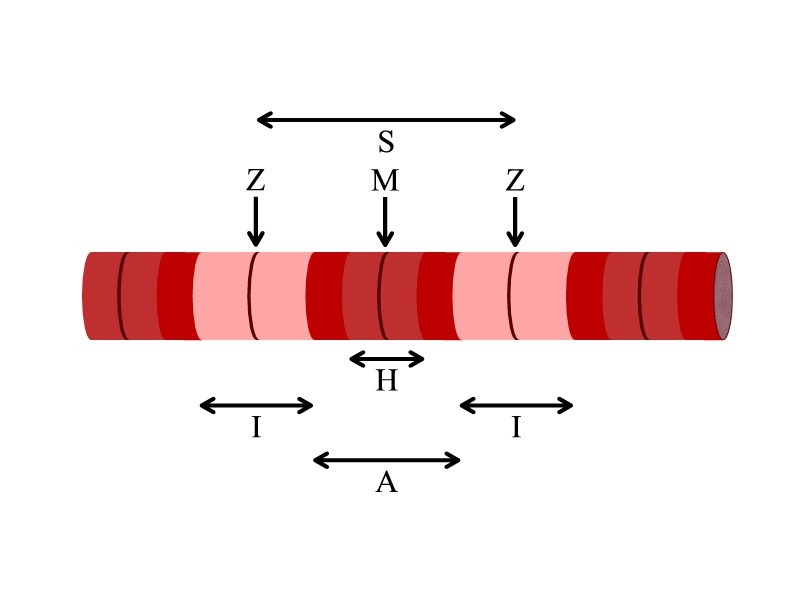
Portion of a myofibril, showing سارکومر structure: S = Sarcomere, unit of muscle function A = A-band, region of myosin I = I-band, region of actin H = H-zone, region of just myosin Z = Z-line, sarcomere boundary M = M-line, sarcomere center

سارکوپلاسم (sarcoplasm) که در واقع سیتوپلاسم فیبرهای عضلانی است با میوفیبریل‌ها که رشته‌های طویل پروتئینی متشکل از میوفیلامان‌ها (Myofilaments) هستند پر شده‌است.
سه نوع میوفیلامان وجود دارد:[۲]
- رشته‌های ضخیم که از مولکول‌های پروتئینی به نام میوزین تشکیل شده‌اند. این رشته‌ها همان فیلامان‌های تیره‌ای هستند که نوار A را در دستجات عضلانی تشکیل می‌دهند.
- رشته‌های نازک از مولکول‌های پروتئینی به نام اکتین تشکیل شده‌اند. این رشته‌ها همان فیلامان‌های روشنی هستند که نوار I را در دستجات عضلانی تشکیل می‌دهند.
- رشته‌های الاستیک از تیتین (Titin) که یک پروتئین بزرگ فنری است تشکیل شده‌اند، این رشته‌ها متصل کننده رشته‌های ضخیم[نیازمند منبع] به " نوار Z " هستند.[۱]